# Асида, Мана
Мана Асида (яп. 芦田 愛菜, род. 23 июня 2004 года) — японская актриса и певица.
В числе её самых известных работ — роли в телесериалах «Mother» и «Marumo no Okite». Последний из перечисленных положил начало её музыкальной карьере. Песня оттуда «Мару Мару Мори Мори!», исполненная Маной вместе с мальчиком-партнёром по съёмкам, стала одной из самых популярных песен 2011 года в Японии. После её успеха Мана продолжила записывать новые хиты.

## Фильмография

### Телевизионные фильмы и сериалы
- ABC Kazoku Lesson Short Movie 2: Daibookenmama (яп. ABC 家族レッスン ショートムービー2“だいぼーけんまま) (2009, ABC)
- Kettou! Roujintou (яп. 結党!老人党) (2009, WOWOW)
- Tokujou Kabachi!! (яп. 特上カバチ!!) (январь—март 2010, TBS, приглашённая звезда в эпизоде 3)
- Mother (14 апреля — 23 июня 2010, NTV)
- Toilet no Kamisama (яп. トイレの神様) (5 января 2011, MBS)
- Gou ~Himetachi no Sengoku~ (яп. 江〜姫たちの戦国〜) (январь — сентябрь 2011, NHK)
- Sayonara Bokutachi no Youchien (яп. さよならぼくたちのようちえん) (30 марта 2011, NTV)
- Marumo no Okite (яп. マルモのおきて) (апрель — июль 2011, Fuji Television)
- Hanazakari no Kimitachi e ~Ikemen Paradice~ 2011 (яп. 花ざかりの君たちへ〜イケメン☆パラダイス〜2011) (июль—сентябрь 2011, Fuji Television)
- Kono Sekai no Katasumi ni (яп. この世界の片隅に) (5 августа 2011, NTV)
- Honto ni Atta Kowai Hanashi: Natsu no Tokubetsu-hen 2011 "Shin'en no Mayoigo" (яп. ほんとにあった怖い話 夏の特別編2011「深淵の迷い子」) (3 сентября 2011, Fuji Television)
- Marumo no Okite Special (яп. マルモのおきてスペシャル) (9 октября 2011, Fuji Television)
- Nankyoku Tairiku (яп. 南極大陸) (16 октября — 18 декабря 2011, TBS)
- Alice in Liar Game (яп. アリス イン ライアーゲーム) (5—8 марта 2012, Fuji Television)
- Beautiful Rain (яп. ビューティフルレイン) (июль—сентябрь 2012, Fuji Television)
- Irodori Himura (яп. イロドリヒムラ) (episode 6, 19 ноября 2012)
- Ashita, Mama ga Inai (яп. 明日、ママがいない) (15 января — 12 марта 2014, Nippon Television)
- Gin Nikan (яп. 銀二貫) (10 апреля – 5 июня 2014, NHK)
- Hana-chan no Miso Soup (яп. はなちゃんのみそ汁) (30 августа 2014, Nippon Television)
- Rugged! (яп. ラギッド!) (21 февраля – 28 февраля 2015, NHK)
- Our House (17 апреля – 12 июня 2016, CX)
- Manpuku (яп. まんぷく) (2018 – 19)

### Кинофильмы
- Hanbun no Tsuki ga Noboru Sora (яп. 半分の月がのぼる空) (2010)
- Признания (яп. 告白) (2010)
- Ghost: Mouichido Dakishimetai (яп. ゴースト もういちど抱きしめたい) (2010)
- Inu to Anata no Monogatari: Inu no Eiga (яп. 犬とあなたの物語 いぬのえいが) (2011)
- Hankyuu Densha: Katamichi 15-bu no Kiseki (яп. 阪急電車 片道15分の奇跡) (2011)
- Bunny Drop (яп. うさぎドロップ) (2011)
- LIAR GAME -Saisei- (яп. LIAR GAME -再生-) (2012)
- Nobo no Shiro (яп. のぼうの城) (2012)
- Тихоокеанский рубеж (2013) — Мори Мако в детстве

## Озвучивание
- Гадкий я (2010) — голос Агнес в японскоязычной версии
- Ni no Kuni: Shiroki Seihai no Joou (яп. 二ノ国 白き聖灰の女王) (компьютерная игра, 2011)
- Землетрясение — в японскоязычной версии, которая так и не вышла в свет; релиз был намечен на 2011 год, но отменён после мартовского землетрясения
- Magic Tree House (яп. マジック・ツリーハウス) (7 января 2012) — голос Энни
- Jewelpet the Movie: Sweets Dance Princess (яп. ジュエルペット スウィーツダンスプリンセス) (11 августа 2012)

## Дискография

### Синглы
| № | Название | Дата выхода     | Наивысшая позиция           | Наивысшая позиция       | Наивысшая позиция          |
| № | Название | Дата выхода     | Oricon Weekly Singles Chart | Billboard Japan Hot 100 | RIAJ Digital Track Chart * |
| - | --- | --------------- | --------------------------- | ----------------------- | -------------------------- |
| — | «Maru Maru Mori Mori!» (яп. マル・マル・モリ・モリ!) - исп. трио Kaoru to Tomoki, tamani Mook (яп. 薫と友樹、たまにムック。, «Каору и Томоки, время от времени Мук») - песня к телесериалу Marumo no Okite | 25 мая 2011     | 2                           | 2                       | 1                          |
| 1 | «Suteki na Nichiyoubi ~Gyu Gyu Good Day!~» (яп. ステキな日曜日〜Gyu Gyu グッデイ!〜) - первый сольный сингл                                                                                                | 26 октября 2011 | 4                           | 7                       | 7                          |
| 2 | «Zutto Zutto Tomodachi» (яп. ずっとずっとトモダチ) - песня к мультиплик. телесериалу Jewelpet Kira Deco!                                                                                                   | 12 мая 2012     | 17                          | 57                      | 36                         |
| 3 | «Ame ni Negai o» (яп. 雨に願いを) - песня к телесериалу Beautiful Rain | 1 августа 2012  | 16                          | 72                      |                            |

* RIAJ Digital Track Chart начал выходить в апреле 2009 и был отменён в июле 2012 г.

### Альбомы
| 1 | Happy Smile! | 23 ноября 2011 | 8 |